# Wildlife Conservation Society
Die Wildlife Conservation Society (WCS) ist eine US-amerikanische Naturschutz-Stiftung mit Sitz im Bronx Zoo in New York City. Ziel der Stiftung ist die Sicherung der größten Wildnisgebiete der Erde in 14 identifizierten prioritären Regionen. Die WCS wurde 1895 als New York Zoological Society (NYZS) gegründet und benannte sich 1993 in Wildlife Conservation Society um. In New York City betreibt die WCS neben dem Bronx Zoo den Central Park Zoo, das New York Aquarium, den Prospect Park Zoo und den Queens Zoo.
Die Gesellschaft wurde im Bronx Zoo gegründet, unter anderem von dem Stadtplaner von Greater New York Andrew H. Green (1820–1903), dem Zoologen und Paläontologen Henry Fairfield Osborn vom American Museum of Natural History und George Bird Grinnell, der Gründer der Audubon Society.

## Arbeitsgebiete und Geschichte
Die Organisation unterstützt weltweit Artenschutzprojekte vor Ort. Sie setzt vor allem moderne Techniken wie Kamerafallen, Telemetrie und Cybertracking ein. WCS setzt ein besonderes Augenmerk auf „global priority species“, also Arten, die von der Ausrottung bedroht sind, für Menschen wichtig sind oder hohe Symbolkraft haben (keystone species, prioritäre Art). Dazu zählen Menschenaffen (Gorillas im Kongo), Tiger in Indien, Elefanten, Wale. Gleich am Anfang des 20. Jahrhunderts machten sie sich um die Rettung des amerikanischen Bisons verdient, der fast ausgerottet war. Der damalige Direktor des New York Zoological Park William Temple Hornaday unternahm Ende des 19. Jahrhunderts eine landesweite Bestandsaufnahme schützenswerter Naturreservate und war Initiator der 1905 mit Unterstützung von Theodore Roosevelt gegründeten American Bison Society, die erste Schutzgebiete (Wichita 1905) für die ab 1901 in der Bronx gezüchteten Wild-Bisons erreichte. William Beebe, Kurator für Vögel im New York Zoological Garden und später als Tiefseeforscher bekannt, weitete die Aktivität auf die Tropen aus als Direktor einer dazu gegründeten Abteilung der Gesellschaft, der er 1922 bis zur Pensionierung 1948 vorstand. Danach wurde die Naturschutzkampagne der WCS unter ihrem Leiter Fairfield Osborn (1887–1969), dem Sohn von Henry Fairfield Osborn und erstem Präsidenten des WWF-Vorgängers Conservation Foundation, erheblich weltweit ausgeweitet (Afrika, Indonesien). Zu den Feldbiologen, die die WCS förderte, gehörte George Schaller, der ab Ende der 1950er Jahre Gorillas im Kongo erforschte. William G. Conway, der 1962 Direktor des Bronx Zoo und 1992 der WCS wurde, trieb das Programm voran, Zoos als Rückgrate der Arterhaltung in freier Wildbahn auszubauen. Außerdem erneuerte er die pädagogischen Programme und Präsentationen des Zoos und gründete Zoo-Ableger in anderen Stadtteilen New Yorks.